# Tribalus margiventer
Tribalus margiventer är en skalbaggsart som beskrevs av Miłosz A. Mazur 1975. Tribalus margiventer ingår i släktet Tribalus och familjen stumpbaggar. Inga underarter finns listade i Catalogue of Life.